# È stato un piacere
È stato un piacere è il sesto album in studio del cantautore italiano Gigi D'Alessio, pubblicato il 20 marzo 1998.

## Tracce
Testi di Vincenzo D'Agostino, Luigi D'Alessio, eccetto dove indicato, musiche di Gigi D'Alessio, eccetto dove indicato.
1. O posto d'annarè – 5:41
2. L'anatroccolo sposato – 4:40
3. Nu scugnezziello napulitane – 4:33
4. Nu piezz' e carta – 5:09
5. Aspettando – 4:48
6. Per una donna (Luigi D'Alessio, Vincenzo D'Agostino, Luigi Giuliano) – 4:19
7. Siamo tutti diversi – 4:21
8. Meza bucia – 5:19
9. All'atu munno – 2:17 (Antonio Casaburi, Gigi D'Alessio)
10. Sposa ragazzina – 5:00 (Antonio Casaburi, Gigi D'Alessio)
11. Musica – 3:28 (Giuseppe Seno, Luigi D'Alessio)

## Formazione
- Gigi D'Alessio – voce, tastiera, pianoforte
- Lello Somma – basso
- Maurizio Fiordiliso – chitarra
- Flaviano Cuffari – batteria
- Pippo Seno – chitarra
- Gianni Cuciniello – programmazione
- Peppe Sannino – percussioni
- Franco Damiano – viola
- Francesco Scalzo – violoncello
- Franco Castiglia, Brunella Seno, Mario Castiglia – cori